# Schempp-Hirth Nimbus-4
Schempp-Hirth Nimbus-4 er en familie af højtydende åben-klasse svævefly designet af Klaus Holighaus og fremstillet af Schempp-Hirth Flugzeugbau GmbH. Nimbus-4 fløj første gang i 1990.

## Design og udvikling
Nimbus-4-familien er en direkte videreudvikling af de bedst ydende flytyper i Schempp-Hirths program, Nimbus-2 og Nimbus-3. Vingen er trapezformet i flere led og spænvidden er udvidet til 26,5 m, hvilket giver et sideforhold på 38,8. Kroppen er også forlænget og arealet af sideroret forøget.
Fabrikanten hævder, at der opnås et glidetal på over 60.
Der findes en tosæddet variant (4D) samt motoriserede varianter med henholdsvis hjemhentingsmotor (T) og mulighed for selvstart (M).

## Varianter
- Nimbus-4: Et-sædet svævefly.
- Nimbus-4T: Et-sædet svævefly med hjemhentningsmotor.
- Nimbus-4M: Et-sædet svævefly med mulighed for selvstart.
- Nimbus-4D: To-sædet svævefly.
- Nimbus-4DT: To-sædet svævefly med hjemhentningsmotor.
- Nimbus-4DM: To-sædet svævefly med mulighed for selvstart.
- Nimbus-4DL: To-sædet svævefly med større cockpit til høje personer.
- Nimbus-4DLT: To-sædet svævefly med større cockpit til høje personer og hjemhentningsmotor.
- Nimbus-4DLM: To-sædet svævefly med større cockpit til høje personer og mulighed for selvstart.